# Breyer Animal Creations
Pour les articles homonymes, voir Breyer.
Breyer Animal Creations (ou Breyer tout court), est une entreprise américaine, division de Reeves International, Inc qui fabrique et commercialise des figurines réalistes de chevaux à collectionner. La première est créée en 1950, et connue sous le nom de « Western Horse ».
Depuis 1990, ce groupe organise un festival mondial de collectionneurs de figurines de chevaux, le Breyerfest, au Kentucky Horse Park de Lexington, dans le Kentucky. Breyer édite aussi son propre magazine, Just About Horses ou JAH, à raison de quatre numéros par an.